# Németh Judit (operaénekes)
Németh Judit (Miskolc, 1963. május 11. –) Liszt Ferenc-díjas magyar opera-énekesnő (mezzoszoprán), érdemes és kiváló művész.

## Életpályája
Középiskolai tanulmányait Miskolcon végezte. Ekkor tanult meg zongorázni és énekelni. 1981-ben felvételizett a Liszt Ferenc Zeneművészeti Főiskolára. 1986-ban művész-tanári, majd 1988-ban operaénekesi diplomát szerzett. Mesterei Kutrucz Éva és Adorján Ilona voltak. Pályafutása kezdetén oratóriumokat énekelt. A Magyar Állami Operaház 1990-ben szerződtette. Händel János-passiója, amelyet 1988-ban lemezre énekelt, megkapta "Az év lemeze" elismerést. Ösztöndíjasa volt a Filharmóniának, a stuttgarti Bach Akadémiának és a bécsi Zeneakadémiának. 1989-ben Vinas nemzetközi énekversenyen Barcelona város különdíját nyerte el. 
2002 nyarán Bayreuthban hatalmas sikert aratott Waltraute szerepében Az istenek alkonyában. 2004-ben Vénuszként, 2007-ben pedig Kundry szerepében is bemutatkozott Bayreuthban. A milánói Scalában Vénuszként debütált. Repertoárján a barokk, a klasszikus zene, a romantikus oratórium, a dal, és az operai mezzoszoprán szerepek egyaránt megtalálhatóak. Fellépett a világ számos operaszínpadán (Barcelona, Berlin, Drezda, Enschede, Lisszabon, Mannheim, Oslo, Santiago, Tokió, Toronto, Valencia, Wels), továbbá énekelt Izraelben, Cipruson és Mexikóban.
Aktív operaénekesi és oratóriuménekesi tevékenysége mellett sikeres hangképző magánének-tanárként is tevékenykedik.
A "Magyar Énekkultúra Barátai Köre" egyik alapító tagja.

## Főbb szerepei
- Bartók – A kékszakállú herceg vára – Judit
- Berg: Wozzeck – Margaret
- Bozay: Az öt utolsó szín – A Föld szelleme
- Donizetti: Boleyn Anna – Smeton
- Erkel: Bánk bán – Gertrudis
- Erkel: Dózsa György – Költő
- Gounod: Faust – Márta
- Kodály: Háry János – Örzse
- Kodály: Székelyfonó – Szomszédasszony
- Monteverdi: Orfeo – Hírnök
- Monteverdi: Poppea megkoronázása – Octavia
- Mozart: Titus kegyelme – Annius, Sextus
- Mozart: A varázsfuvola – Második és harmadik dáma
- Purcell: Dido és Aeneas – Varázslónő
- R. Strauss – Az árnyék nélküli asszony – Dajka
- Sztravinszkij: Oedipus Rex – Iocasta
- Verdi: Falstaff – Mrs. Meg Page
- Verdi: Otello – Emilia
- Wagner: Az istenek alkonya – 2. és 3. norna, Flosshilde, Waltraute, Brünnhilde
- Wagner: Lohengrin – Ortrud
- Wagner: Parsifal – Kundry
- Wagner: A Rajna kincse – Flosshilde, Fricka
- Wagner: A walkür – Brünnhilde, Fricka, Waltraute, Siegrune
- Wagner: Tannhäuser – Venus
- Wagner: Trisztán és Izolda – Brangäne
- Wagner: Siegfried – Brünnhilde

## Elismerései
- Lyra-díj (1996)
- Liszt Ferenc-díj (2002)
- Érdemes művész (2014)
- Kiváló művész (2021)